# Klášter křižovníků (Most)
Klášter křižovníků v Mostě existoval v letech 1227–1950, a to postupně jako klášter dvou řádů: řádu rytířů strážců Božího hrobu v Jeruzalémě v letech 1227–1253 a křižovníků v červenou hvězdou v letech 1253–1950 ve městě Most.

## Křižovníci včerveným křížem
(latinsky) Fratres cruciferi Dominici sepulchri Hierosolymitani
Nynější Most patříval starému českému rodu Hrabišiců. Jeden z jeho členů, Kojata IV., odkázal 22. července 1227 město Most v kaplí sv. Václava i se vším příslušenstvím křižovníkům na Zderaze. Ale asi roku 1237 zabral celé toto zboží král Václav I. a na vrchu nad tehdejší vsí postavil hrad Hněvín (německy Landeswarte). Brzy potom, nejdéle roku 1253, přešla kaple sv. Václava i se špitálem z rukou křižovníků v červeným křížem do majetku a správy křižovníků v červenou hvězdou.

## Křižovníci včervenou hvězdou
V Mostě získali křižovníci v červenou hvězdou roku 1253 kapli sv. Václava a špitál s komendou, který patřil dříve křižovníkům s červeným křížem. Roku 1280 dostala komenda v Mostě od pražského měšťana Volflima (psáno též Wobolin) Nemilkov. Mostecká komenda přetrvala i husitské bouře a kolem roku 1580 získala kostel ve Zlatníkách. V pozdější době získala statek Taschenberg s Chanovem, Nemilkovem, Sedlcem a částí Braňan, Koporče a Kaštic. Zakládací listina komendy shořela roku 1639 spolu s archivem, takže pro nejstarší období chybějí přímé doklady. Zbývá ještě dodat, že ve druhé polovině 16. století byl mostecký komtur vizitátorem zahražanského kláštera magdalenitek.

## Působení křižovníků v mostecké duchovní správě
Komenda unikla za Josefa II. sekularizaci a trvala nepřetržitě až do roku 1950. Od roku 1793 působili křižovníci s červenou hvězdou v duchovní správě farnosti Most – extra urbem prakticky až do 15. září 1957, kdy odešel křižovník Václav Truxa do Litoměřic. K návratu křižovníků do Mostu došlo 1. srpna 2019, kdy byl ustanoven za děkana farnosti – děkanství Most – in urbe křižovník Leo Gallas. Ten byl 11. srpna 2019 za přítomnosti velmistra řádu Josefa Šedivého v mosteckém kostele sv. Václava uveden do úřadu.
Duchovní správci špitální kaple jsou uvedeni na stránce: Římskokatolická farnost Most – extra urbem a od 2. poloviny 20. století na stránce: Římskokatolická farnost – děkanství Most – in urbe.